# Стратинская типография
Стратинская типография — одна из старейших типографий на Руси. Была основана не позже 1599 года львовским православным епископом Гедеоном Балабаном и его племянником Фёдором в их имении Стратине близ Рогатина.
Типография стала одним из оплотов борьбы с унией, в ней были напечатаны многие образцы православной полемической литературы. В 1603-1606 годах типографией руководил Памво Беринда.
В Стратинской типографии были напечатаны «Харитония то есть поповская наука» (1603), «Служебник» (1604) и «Молитвенник или Требник» (1606), отличавшиеся высоким уровнем мастерства, использованием различных шрифтов и художественным оформлением. Стратинские издания впервые в истории восточноевропейского книгопечатания были украшены сюжетными иллюстрациями, вмонтированными в текст. До этого употреблялись только орнаментальные гравюры. Первые книги Памва Беринды, напечатанные в Стратине, ныне хранятся в Центральной научной библиотеке АН Украины в Киеве, Львовской научной библиотеке, Российской национальной библиотеке в Санкт-Петербурге, в Национальной библиотеке имени Сеченьи в Будапеште.
После смерти Гедеона Балабана в 1607 году типография прекратила свою деятельность. В 1618 году её оборудование приобрёл Елисей Плетенецкий, основавший на его базе типографию Киево-Печерской Лавры.